# エレナ・カザン
エレナ・カザン（Elena Kazan）は、ロシア出身の女優。主にインド映画で活動しており、代表作には『エージェント・ヴィノッド 最強のスパイ』『John Day』『Prague』がある。また、リアリティー番組『ビッグ・ボス10』での出演でも知られている。

## 生い立ち
モスクワのドイツ人家庭に生まれる。父は小学校の教師、母は看護師だった。エレナは幼少期をウクライナで過ごし、その後は両親と共にベルリンに移住した。16歳の時に高等教育を受けるためアメリカ合衆国に留学し、その後はインド・コルカタに留学してボランティア活動に従事する。同時期にマックス・ミューラー・バワンでドイツ語の普及活動も行い、3年間インド各地を旅した。

## キャリア
当初はコルカタのインド・ドイツ商業会議所の通訳として活動していた。同地で撮影されたオーストラリアの短編映画にスタッフとして参加し、その間にベンガル語映画に出演する機会を得た。2010年に『Clerk』でプロセンジット・チャタルジーと共演して女優デビューした。2011年に『Dear Friend Hitler』に出演し、2012年には『エージェント・ヴィノッド 最強のスパイ』に出演している。2013年に『John Day』で初めて主要キャストに起用され、『Prague』では自らのアイデンティティを求めてインドを訪れるジプシーの少女を演じた。同年には『Aasma』でカシミール人の少女を演じている。2014年に出演した『壊れた心』は第27回東京国際映画祭でワールド・プレミア上映され、エレナの国際的知名度を上げるきっかけとなった。

## フィルモグラフィ
- Clerk（2010年）

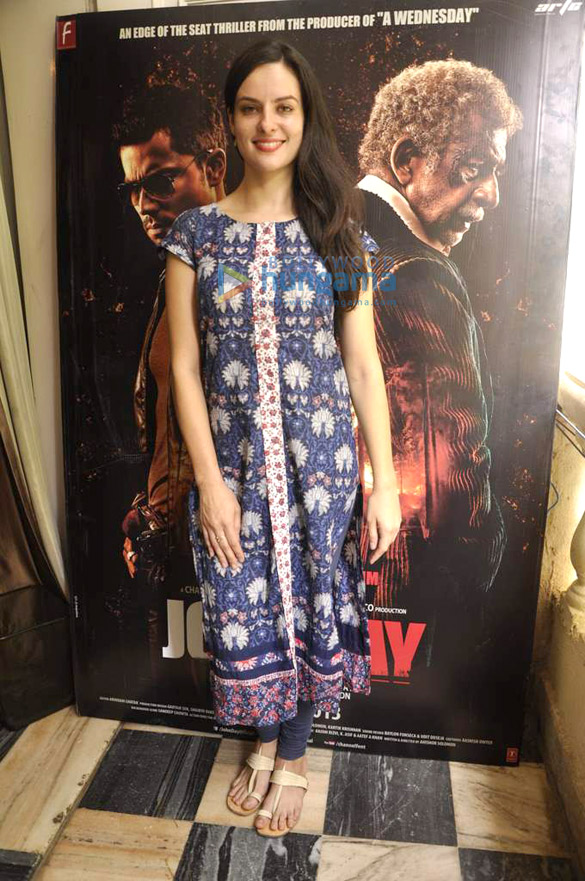
『John Day』プロモーション中のエレナ・カザン

- Dear Friend Hitler（2011年）
- Rang Milanti（2011年） - リサ
- Egaro（2011年）
- エージェント・ヴィノッド 最強のスパイ（2012年） - タチアナ・レンコ
- John Day（2013年） - タバッサム・ハビビ
- Prague（2013年） - ジプシーの少女
- Aasma（2013年） - カシミールの少女
- Taan（2014年） - NGO職員の妻
- 壊れた心（英語版）（2015年）
- Uvaa（2015年） - 英語教師
- ビッグ・ボス10（英語版）（2016年）
- The Final Exit（2017年） - 本人役
- 燃えよスーリヤ!!（2019年） - ブリジット・フォン・ハマースマルク・ナンディニ
- Battalion 609（2019年） - ルクシャナ